# Smidstrup (Gribskov)
Smidstrup is een plaats in de Deense regio Hovedstaden, gemeente Gribskov, en telt 1322 inwoners (2007). De plaats ligt op het noordelijkste punt van Seeland grenzend aan de overgang van het Kattegat naar de Sont.